# 山田能龍
山田 能龍（やまだ よしたつ、1976年4月8日 - ）は、日本の脚本家・演出家である。劇団山田ジャパン主宰。大阪府出身。

## 人物
劇団『山田ジャパン』主宰。全作品の脚本・演出を担当。舞台公演を続ける傍ら、テレビや配信ドラマを中心に多くの映像脚本を執筆。近年は監督作も増えている。
親友にさらば青春の光マネージャーのヤマネヒロマサを持つ。ヤマネは山田の婚姻届の証人でもある。現在でも旧友の仲で株式会社ザ・森東《株主総会》の総合演出を務める。

## 主な作品

### テレビドラマ
- 家族法廷（2011年、BS朝日） - 脚本
- この恋で私は生まれた〜 3139溝端家物語（2014年、TBS） - 脚本
- 50キュン 恋愛物語（2016年、関西テレビ・フジテレビ） - 脚本
- 新宿セブン（2017年、テレビ東京） - 脚本
- 脳にスマホが埋められた!（2017年、日本テレビ） - 脚本
- 100万円の女たち（2017年、テレビ東京） - 脚本
- 電影少女 -VIDEO GIRL AI 2018-（2018年、テレビ東京） - 脚本
- 電影少女 -VIDEO GIRL MAI 2019-（2019年、テレビ東京） - 脚本
- 猪又進と8人の喪女〜私の初めてもらってください〜（2019年・2020年、関西テレビ・BSフジ） - 脚本
- 八月は夜のバッティングセンターで。（2021年、テレビ東京） - 脚本
- サ道2021（2021年、テレビ東京） - 脚本
- 就活タイムカプセル（2022年3月27日、TBS）- 脚本[4]
- 今どきの若いモンは（2022年、WOWOW） - 監督
- ダメな男じゃダメですか?（2022年、テレビ東京） - 監督
- コンビニ★ヒーローズ〜あなたのSOSいただきました!!〜（2022年、関西テレビ・BSフジ）- 脚本
- 真相は耳の中（2022年、テレビ東京）- 脚本
- Get Ready!（2022年、TBS）- 脚本
- CODE-願いの代償-（2023年、日本テレビ）- 脚本
- 天狗の台所（2023年、BS-TBS）- 脚本
- ウイングマン（2024年、テレビ東京）- 脚本
- 天狗の台所 Season2（2024年、BS-TBS）- 脚本
- イグナイト -法の無法者-（2025年、TBS）- 脚本

### 配信ドラマ
- 東京BTH〜TOKYO BLOOD TYPE HOUSE〜（2018年、Amazon Prime Video） - 脚本
- 全裸監督 season1（2019年、Netflix） - 脚本
- 全裸監督 season2（2021年、Netflix） - 脚本
- 新聞記者（2021年、Netflix） - 脚本
- ヒヤマケンタロウの妊娠（2022年、Netflix） - 脚本[5]

### 映画
- 『TOKYO CITY GIRL 〜エピソード6 KOENJI 夢の寿命』主演／武田梨奈・塚地武雅（初監督）
- 『TOKYO CITY GIRL 2016　幸せのつじつま』主演／飯田祐真（脚本・監督）
- 『探偵マリコの生涯で一番悲惨な日』（2023年6月30日、内田英治・片山慎三との共同脚本）
- 『朽ちないサクラ』主演／杉咲花（2024年6月21日、我人祥太との共同脚本）[6]

### ラジオ
- 遊助の OVER GROUND（JFN） - 構成
- 『おとなりさん』（2022年、文化放送）

### ライブ
- 遊助全国ツアー（脚本・構成）（2012年）
- 遊助全国ツアー（脚本・構成）（2013年）
- シロセ塾春の劇団式「シローズ」（脚本・演出）（2013年）
- THE CHERRY COKE$『Hoist the COLOURS』THE FINAL＠赤坂BLITZ（演出）（2013年）
- さらば青春の光単独ライブ「野良』『野良野良』（構成・演出）（2015年）
- 和紗ライブ内映像『友だちの友だち』原作：重松清（脚本）

### CM
- サントリー烏龍茶「新・竜兵会〜４つの掟〜」（企画・シリーズ脚本）
- カゴメ植物性乳酸菌ラブレクレンズ（企画・演出）

### メディア掲載
- 『記者倶楽部』山田能龍インタビュー
- 朝日新聞朝刊『ひと』欄（2014年3月31日）
- 毎日新聞朝刊（2014年4月6日）
- Confetti webインタビュー『メンタルトレーナーのくせに』
- エンタステージ特別インタビュー『ソリティアが無くなったらこの世は終わり』
- フライング･ポストマン･プレスインタビュー『欲浅物語』

### 舞台脚本・演出
- 『悪夢のエレベーター』主演／吹越満・片桐仁　脚本／木下半太（演出補）
- 護送撃団方式 『メンタルトレーナーのくせに』（2015年1月28日 - 2月1日、シアターグリーン BOX in BOX THEATER）
- 劇団番町ボーイズ☆『ギブアップダンス!!!』（作・演出：山田能龍、2017年3月23日 - 26日、下北沢しもきた空間リバティ)
- 劇団番町ボーイズ☆『クローズZERO』（脚本・演出：山田能龍、2017年11月30日 - 12月3日、CBGKシブゲキ!!）

以下山田ジャパン全作品
- 『ゲーセン下ル』（作・演出：山田能龍、2008年6月25日 - 29日、下北沢楽園）
- 『底の模様を覚えた人達』（作・演出：山田能龍、2009年1月21日 - 25日、下北沢｢劇｣小劇場）
- 『海を渡れ!元通りを目指して!』（作：演出、山田能龍、2009年5月8日 - 12日、下北沢｢劇｣小劇場）
- 『八つ当たりに丁度いい顔』（作・演出：山田能龍、2009年10月30日 - 11月3日、新宿タイニイアリス）
- 『ソリティアが無くなったらこの世は終わり』（作・演出：山田能龍、2010年3月17日 - 22日、新宿サンモールスタジオ）
- 『あそび』（作・演出：山田能龍、2010年7月14日 - 20日、新宿サンモールスタジオ）
- 『2WEEK コンタクト～まだ使えると思ふ～』（作・演出：山田能龍、2010年10月23日 - 11月1日、新宿サンモールスタジオ）
- 『いいえ、ヴィンテージです』（作・演出：山田能龍、2011年4月1日 - 5日、新宿サンモールスタジオ / 4月8日 - 11日、下北沢駅前劇場）
- 『淵の字になって寝る』（作・演出：山田能龍、2011年9月28日 - 10月10日、新宿サンモールスタジオ）
- 『盗聴少年』（作・演出：山田能龍、2012年3月26日 - 4月1日、赤坂RED THEATER / 4月6日 - 8日、梅田HEPHALL）
- 『海を渡れ!元通りを目指して!＜冥＞』（作・演出：山田能龍、2012年11月15日 - 18日、中野HOPE）
- 『HEY!ポール!』（作・演出：山田能龍、2013年6月12日 - 16日、新宿シアターサンモール）
- 『ブルーギルの計画』（作・演出：山田能龍、2013年11月21日 - 24日、大阪ABCホール / 11月27日 - 30日、渋谷大和田伝承ホール）
- 『記者倶楽部』（作・演出：山田能龍、2014年4月2日 - 8日、赤坂RED THEATER / 4月11日 - 13日、大阪ABCホール）
- 『焼けクソの二度焼き～もういちど、引く程の高温で焼いてみよう～』（作・演出：山田能龍、2014年10月9日 - 13日、新宿ゴールデン街劇場）
- 『大渋滞』（作・演出：山田能龍、2015年5月7日 - 13日、赤坂RED/THEATER）
- 『矢と豆～ Like a Star, new-one ～』（作・演出：山田能龍、2015年11月18日 - 23日、アトリエファンファーレ高円寺）
- 『ソリティアが無くなったらこの世は終わり』（作・演出：山田能龍、2016年5月11日 - 15日、CBGKシブゲキ!!）
- 山田ジャパンと”シバーエガー”EP1（作・演出：山田能龍、2016年7月23日 - 24日、アトリエファンファーレ高円寺）
- 山田ジャパンと”シバーエガー”EP2（作・演出：山田能龍、2016年11月15日 - 17日、下北沢ReGBoX）
- 『とのまわり』（作・演出：山田能龍、2017年2月16日 - 25日、アトリエファンファーレ東新宿）
- 『欲浅物語』（作・演出：山田能龍、2017年10月27日 - 11月5日、CBGKシブゲキ!!）
- 『消去！魔法の絨毯！』（作・演出：山田能龍、2018年11月7日 - 11日、新宿サンモールスタジオ)
- 『９でカタがつく。』（作・演出：山田能龍、2019年3月13日 - 17日、新宿村LIVE)
- 『HEY!ポール!』（作・演出：山田能龍、2019年7月18日 - 21日、草月ホール）
- 『優秀病棟 素通り科』（作・演出：山田能龍、2020年1月20日 - 27日、下北沢本多劇場）

•『不安の倒し方について』（作・演出:山田義龍、2022年3月17日-27日、新宿シアタートップス）
•『工場の夜景のように』（作・演出:山田義龍、2022年7月5日-10日、下北沢スターダスト）
•『にぶいちの失明』（作・演出:山田義龍、2022年11月3日-13日、新宿シアタートップス）